# Один
Один (старонордијски: Óðinn) је врховни бог у нордијској митологији. Често се назива и Свих-Отац (Allfodr), а има и много других имена: Herran или Herjan (Велеуништитељ), Nikar или Hnikar (Подјаривач), Nikuz или Hnikud (Воденбог), Fjolnir (Многознајући), Oske (Остварижеља), Omi (Јечиговор), Biflidi или Biflindi (Тресикопље), Svidar (Господар Времена), Свидрир (Копљобог) ... 
Один је бог рата и мудрости, а чини се да је био и бог поезије, лова и чаролије. По њему је среда добила име у германским језицима (швед. onsdag, енгл. Wednesday од Wōden...).
Син је Бора и Бестле, унук Бурија којег је из леда избавила крава Аудхумла на самом почетку. Брат је Вилија и Веа, супруг богиње Фриг с којом има синове Балдра, Ходра и Хермода. С Јордом има сина Тора, који је његов најстарији син. С Риндом има Валија, а с Гридом има Видара.
Он је, заједно са браћом, створио небо и земљу, а потом и људе. Убили су мразнога дива Имира и од његовог меса направили земљу, од његове крви језера, море и океане, од костију планине, а од зуба и вилице камење и шљунак. Од његове лобање су направили небо, а од мозга облаке. Потом су од два стабла начинили људе. Један им је удахнуо живот и дао душу, други им је дао разум и покретљивост, а трећи облик, говор, вид и слух. Тако су настали Аск (Јасен) и Ембла (Брест), први мушкарац и жена.
Од Одина потичу и богови из групе Аса.
Према једној причи, мудрост је стекао жртвујући своје око стављајући га у Мимиров извор у подножју светског дрвета Игдрасила као залог да би смео да пије из њега (према овој причи Мимирова је глава чувар врела). Да би сазнао тајну руна жртвовао је себи самог себе висећи разапет на Игдрасилу прободен копљем девет дана и ноћи без хране и пића. Проникнувши тајну руна, пао је с дрвета, а када је ускрснуо из мртвих знао је многе ствари скривене од људи. Фреја га је научила посебној врсти магије коју су практиковали сви богови Вани, тзв. сеидр. 
Могао је да предвиди будућност, посећује подземни свет и мења своје обличје у неку од животиња или у старца па би тако често лутао Мидгардом, светом људи, нагрaђујући доброту богатством, сусретљивост мудрошћу, а окрутност осветом. За то време би његово тело лежало у каталептичном сну. Када би посећивао људе имао би обичај да носи дуги капут и шешир широког обода. Озбиљан је, има високо чело и густе обрве и само једно око, а ту је и незаобилазна дуга сива брада. У Асгарду, међу боговима, Один нема никаквих физичких недостатака. Једном је тако отпутовао и дуго се није враћао, а његова су браћа Вили и Ве подијелили његову имовину и оженили његову жену Фриг, но по његову су му повратку све вратили.
Његов престо Хлидскјалф се налази у великој дворани Валаскјалф, а кад седне на њега види све шта се догађа на свету.
На рамену му седе два гаврана, које свако јутро шаље у свет како би му донели вести о човечанству. У његовом друштву су и два вука Гери (Похлепни) и Фреки (Прождрљиви) и осмоноги коњ Слеипнир, син Локијев. Поседује две драгоцености: копље Гунгнир које никада не промашује свој циљ и прстен Драупнир који би сваке девете ноћи створио осам истих прстенова.
Столује у палати Валхали која има 540 двери од којих су свака толико широка да кроз њих може проћи 800 бораца. Њему припада половина ратника погинулих у борби (друга половина припада Фреји) који су му потребни за борбу кад дође време коначне борбе. Он шаље валкире на бојно поље да му доведу борце у Валхалу где ће боравити до коначне борбе. Када дође време Один ће повести богове и своје ратнике у бој. Сам ће погинути тако што ће га прождрети чудовишни вук Фенрир, а осветиће га син Видар.

## Модерни утицај
Бог Один је био извор инспирације за уметнике који се баве ликовном уметношћу, књижевношћу и музиком. Ликовни прикази Одина у модерном периоду укључују цртеж пером и мастилом Одинова конструкција Сигтуна (1812) и скицу Пера Херберга Краљ Гилф прима Одена по доласку у Шведску (1816); рељеф на рогу за пиће  Odens möte med Gylfe (1818), мермерна статуа Одина (1830) и колосална биста Одина Бенгта Ерланда Фогелберга, статуе Одина (1812/1822) и Один (1824/1825) Хермана Ернста Фреунда, зграфито над улазом у вилу Ванфрид у Бајројту (1874) Р. Крауса, слика Один (око 1880) Едварда Берн-Џонса, цртеж Thor und Magni (1883) К. Еренберга, мермерна статуа Водан (око 1887) Х. Натера, уљана слика Odin und Brunhilde (1890) Конрада Дилица, графички цртеж Odin als Kriegsgott (1896) Ханса Томе, слика Один и Фенрис (око 1900) Дороти Харди, уљана слика Wotan und Brünhilde (1914) Коломана Мозера, слика Пут до Волхала С. Нилсона, дрвени рељеф градске скупштине Осла Odin og Mime (1938) и обојени дрвени рељеф у дворишту градске скупштине Осла Odin på Sleipnir (1945–1950) Дагфина Веренскиолда и бронзани рељеф на вратима Шведског музеја националне антике, Один (1950) дело Брора Марклунда.
Дела модерне књижевности у којима се појављује Один укључују песму Der Wein (1745) Фридриха фон Хагедорна, Hymne de Wodan (1769) Фридриха Готлиба Клопштока, Om Odin (1771) Петера Фредерика Сума, трагедију Odin eller Asarnes invandring K. G. Leopold, епска песма Odin eller Danrigets Stiftelse (1803) Јенса Багесена, песма Maskeradenball (1803) и Optrin af Norners og Asers Kamp: Odin komme til Norden (1809) Н. Ф. С. Грундтвига, песме у Nordens Guder (1819) Адама Оехленшлагера, четвороделни роман Sviavigamal (1833) Карла Јонаса Лава Алмквиста, „Херој као божанство“ из књиге О херојима, обожавању хероја и херојству у историји (1841) Томаса Карлајла, песма Прелудиј (1850) Вилијама Вордсворта, песма Odins Meeresritt Алојса Шрајбера за коју је музику написао Карл Луве (1851), канцона Germanenzug (1864) Роберта Хамерлинга, песма Zum 25. August 1870 (1870) Ричарда Вагнера, балада Ролф Краке ( 1910) Ф. Шанца, роман Juvikingerne (1918–1923) Олава Дуна, комедија Der entfesselte Wotan (1923) Ернста Толера, роман Вотан Карла Ханса Стробла, Herrn Wodes Ausfahrt (1937) Ханс-Фридриха Бланка, песма An das Ich (1938) Х. Бурта, и роман Sage vom Reich (1941–1942) Ханс-Фридриха Бланка.
Одина је као лик адаптирао Марвел комикс, а први пут се појавио у серији Journey into Mystery 1962. године. Сер Ентони Хопкинс је тумачио лик у филмовима Марвеловог филмског универзума Thor (2011), Thor: The Dark World (2013), и Thor: Ragnarok (2017).
Один је представљен у бројним видео играма. У игри Енсембл студија из 2002. Age of Mythology, Один је један од три главна бога коме нордијски играчи могу богослужити. Один се такође помиње кроз игру God of War из 2018. Санта Моника студија, као и у њеном наставку God of War Ragnarök из 2022. године, коме глас даје Ричард Шиф. Один такође има велики утицај на Убисофтову игру Assassin's Creed Valhalla из 2020. године у облику Исуа (боголике, хуманоидне врсте унутар универзума Assassin's Creed) истог имена. Примарни протагониста, Ајвор, кога играч контролише током игре, открива се као мудрац, или људска реинкарнација Одина. Один је такође један од богова игри трећег лица Смајт, која је онлајн борбена арена за више играча.